# Atalaya australiana
Atalaya australiana är en kinesträdsväxtart som beskrevs av Leenh.. Atalaya australiana ingår i släktet Atalaya och familjen kinesträdsväxter. Inga underarter finns listade i Catalogue of Life.